# Château de Takashima
Pour les articles homonymes, voir Takashima (homonymie).
Le château de Takashima (高島城, Takashima-jō) est un château japonais situé à Suwa, dans la préfecture de Nagano, au centre du Japon. À la fin de l'époque d'Edo, le château de Takashima abritait le clan Suwa, le daimyō du domaine de Suwa. Le château est également connu sous le nom de « château flottant de Suwa » (諏訪の浮城, Suwa-no-uki-shirō) ou « château de Shimazaki » (島崎城, Shimazaki-jō).

## Situation

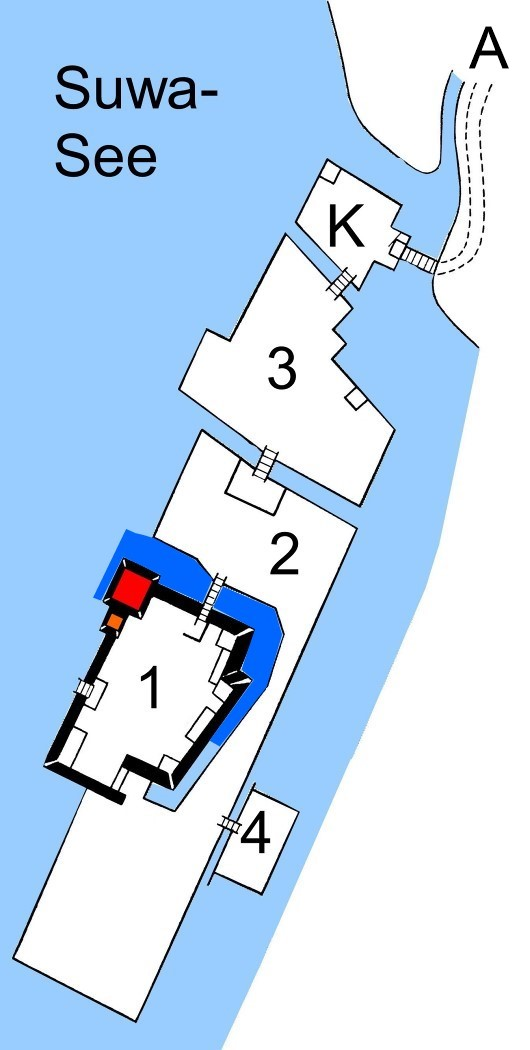
Plan du château de Takashima.

Le château de Takashima est à l'origine construit sur une péninsule s'étendant dans le lac Suwa, le lac lui-même faisant partie de ses douves. Cela signifiait que seul le côté faisant face au rivage devait avoir de forts remparts. L'enceinte principale (honmaru) [1] était connectée à la seconde enceinte (ni-no-maru) [2] et à la troisième enceinte (san-no-maru) [3] par des ponts, protégés par le bastion principal (koromo-no-nami kuruwa, 之 波 曲) [K] contenant la porte principale (ōtemon) [A] faisant face au rivage. Au cours de la période Edo, la sédimentation croissante du lac Suwa a laissé le château entouré de terres, et le site est maintenant situé au centre de la ville moderne de Suwa.
Aujourd'hui, le lieu est un parc public. Seuls les côtés nord et est du fossé ont été préservés. En 1970, certaines des structures du château ont été reconstruites, mais elles ne sont pas exactes sur le plan historique.

## Histoire
La région autour du lac Suwa était sous le contrôle du clan Suwa depuis au moins le début de la période Heian ; cependant, les Suwa ont été conquis pendant la période Sengoku par Takeda Shingen, qui avait annexé la région à ses territoires. Le château de Takashima fut dirigé par une succession de généraux de Takeda (commençant par Itagaki Nobukata) jusqu'à la défaite et l'anéantissement du clan Takeda à la bataille de Nagashino en 1575.
La région est ensuite passée sous le contrôle d'Oda Nobunaga, qui l'a confiée à l'un de ses généraux, Kawajiri Hidetaka. Après l'assassinat de Nobunaga dans l'incident du Honnō-ji, le territoire est passé sous le contrôle de Toyotomi Hideyoshi, qui y a assigné Hineno Takayoshi en tant que daimyō du domaine de Suwa. Hineno Takayoshi entreprit alors une reconstruction complète du château, complétée par son fils, Hineno Yoshiakira. Les Hineno ont été réaffectés en 1601 et le domaine a été rendu au clan Suwa par Tokugawa Ieyasu. Les Suwa ont conservé le contrôle du château jusqu'à la restauration de Meiji.
Après la mise en place du gouvernement de Meiji et l'abolition du système han, les structures restantes du château sont démantelées en 1875, ne laissant que les fondations en pierre. Un sanctuaire shinto dédié aux soldats morts au combat a été créé sur le terrain en 1900 et les deuxième et troisième enceintes ont été construites en tant que quartier résidentiel. Le tenshu (donjon), la yagura et les portes actuelles sont des reconstructions achevées en 1970.